# Arrossejat

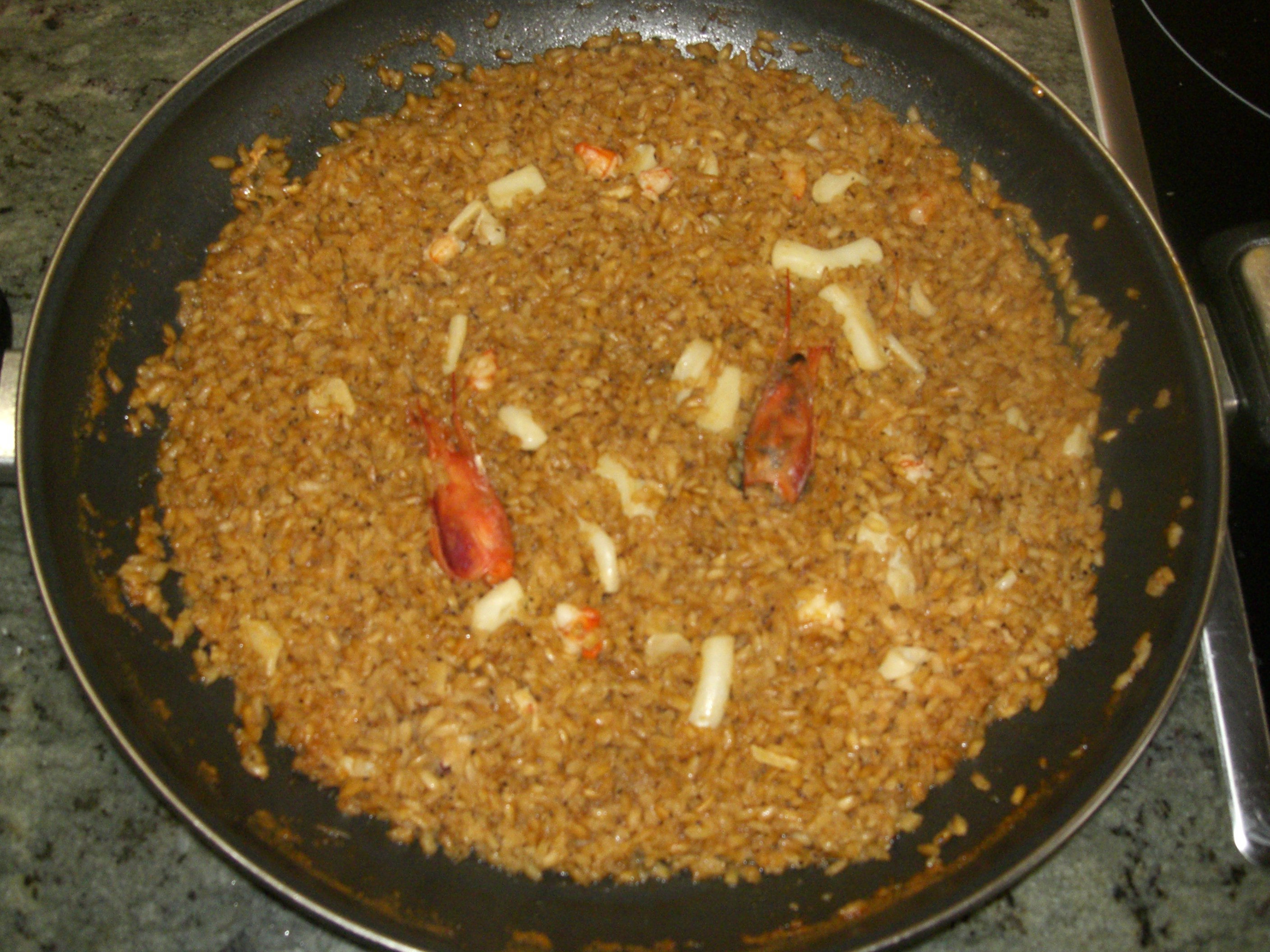
Rosejat

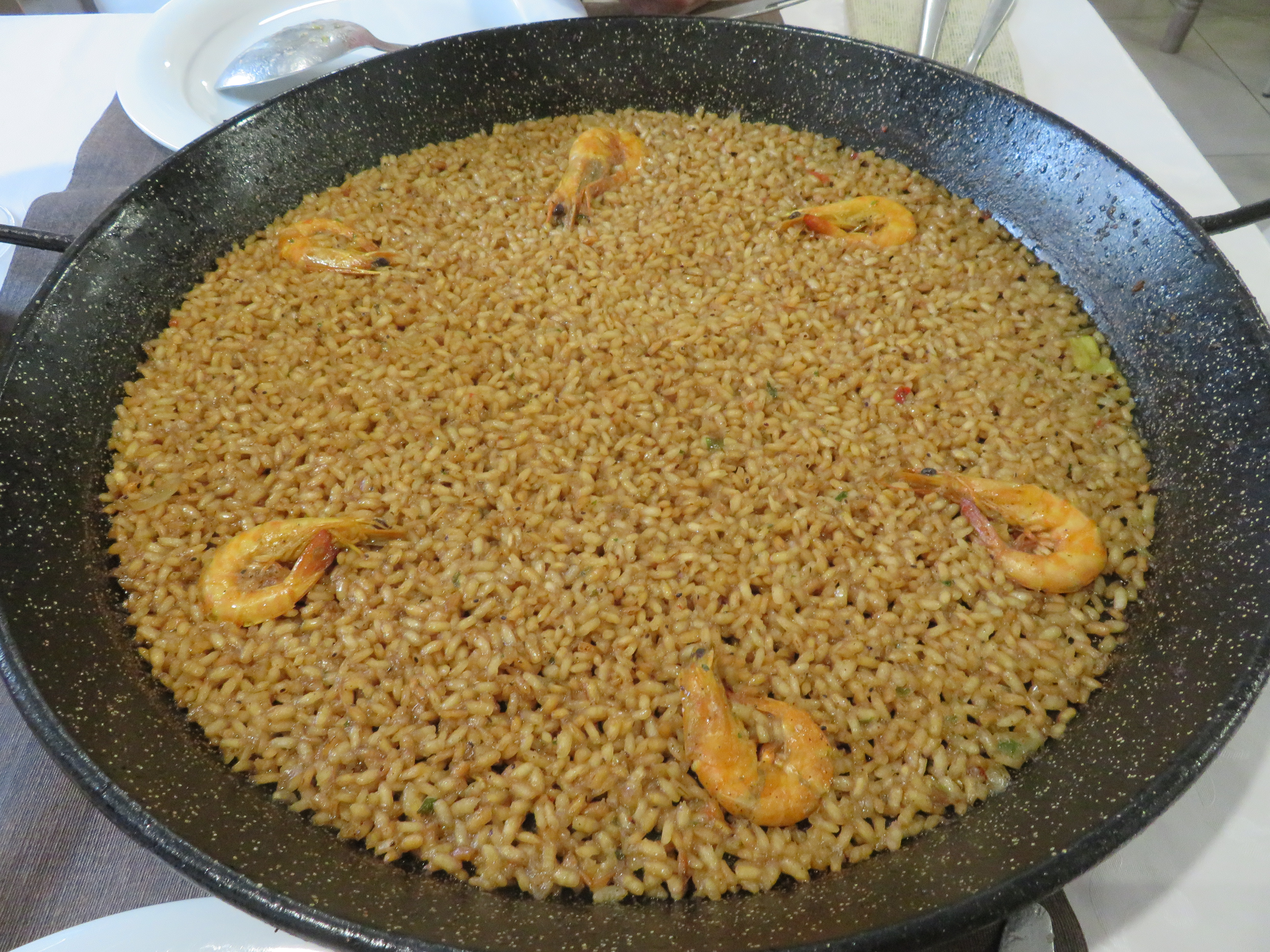
Arrossejat, gastronomía marinera de Les Cases, Alcanar

Rossejat, rossejat d'arròs, arròs rossejat, arròs sejat ou arròs seixat é um prato típico da culinária da Catalunha, na Espanha. Trata-se de um prato de pescadores, de origem humilde, que o preparavam nos próprios barcos, para aproveitarem o peixe que não era vendido. Pode ser apreciado em diversas povoações da costa catalã, como é o caso de Tarragona, Ametlla de Mar, Amposta, Sant Carles de la Ràpita, Calafell e Vinaròs.
Tal como sugere a sonoridade do nome, é um prato preparado com arroz. Para além deste elemento principal, pode ser preparado com diversos tipos de produtos marítimos, como por exemplo sardinha ou gambas, e ingredientes como batata, cebola, alho, tomate, azeite e sal. O arroz é dourado e seco no forno, no fim da sua preparação.
Em Ametlla de Mar, celebra-se todos os verões uma festa chamada la Diada del Rossejat, que constitui uma das festas culinárias mais populares da região.